# Ifeatu Melifonwu
Ifeatu Christian-David Melifonwu (Grafton, 2 maggio 1999) è un giocatore di football americano statunitense che milita nel ruolo di cornerback per i Miami Dolphins della National Football League (NFL).

## Carriera

### Detroit Lions
Melifonwu al college giocò a football alla Syracuse University. Fu scelto nel corso del terzo giro (101º assoluto) nel Draft NFL 2021 dai Detroit Lions. Debuttò come professionista nella gara del primo turno contro i San Francisco 49ers. Il 22 settembre fu inserito in lista infortunati a causa di un problema a una coscia subito nella settimana 2. Tornò nel roster attivo il 29 novembre e terminò la sua stagione da rookie con 13 tackle e 3 passaggi deviati in 7 presenze, 4 delle quali come titolare.
Nel quindicesimo turno della stagione 2023, Melifonwu fece registrare un sack, forzò un fumble nella red zone e deviò due passaggi nella vittoria sui Denver Broncos. Sette giorni dopo mise a segno 5 placcaggi, 2 sack, 2 passaggi deviati e un intercetto nella vittoria sui Minnesota Vikings, venendo premiato come miglior difensore della NFC della settimana.

### Miami Dolphins
Il 13 marzo 2025 Melifonwu firmò un contratto di un anno del valore di 4 milioni di dollari con i Miami Dolphins.

## Palmarès
- Difensore della NFC della settimana: 1

16ª del 2023

## Famiglia
Il fratello, Obi Melifonwu, gioca anch'egli nella NFL.